# Mehmet Hoxha
Mehmet Hoxha, född 29 november 1908 i Gjakova, död 19 december 1986 i Belgrad, var en kosovoalbansk (jugoslavisk) kommunistisk politiker.
Hoxha sattes i fängelse fram till Italiens kapitulation, var ordförande i befrielsekommittén 1944–1945 och var senare minister i Serbien och medlem i landets verkställande organ.